# Oranit
Oranit (in ebraico אֳרָנִית‎?) è un insediamento israeliano organizzato come consiglio locale situato in Cisgiordania, Palestina nei pressi della Linea Verde. Confina con la foresta di Horshim a ovest, Rosh HaAyin e Kfar Qasim a sud-ovest, Sha'arei Tikva a est e Khirbet Abu Salman a nord-est. 
La comunità internazionale considera gli insediamenti israeliani in Cisgiordania illegali secondo il diritto internazionale; il governo israeliano contesta questa posizione.

## Storia
La storia di Oranit inizia nell'aprile 1983, quando il governo israeliano ne approvò la costituzione assieme ad altri due insediamenti nella Samaria occidentale. I primi coloni giunsero nel 1985. Nel 1990 raggiunse lo status di consiglio locale.
Secondo l'Applied Research Institute-Jerusalem, Israele confiscò territori a due villaggi palestinesi per costruire Oranit. La maggior parte del terreno fu sottratto a Azzun Atma e il restante a ‘Izbat Salman.
Secondo Amnesty International la maggior parte dei terreni del villaggio confinante di 'Izbat Salman fu annesso ad Oranit quando fu fondata. Il resto delle terre del villaggio palestinese fu di fatto perduta quando fu costruita la barriera di separazione israeliana per accogliere Oranit e le terre per la futura espansione. L'Agenzia delle Nazioni Unite per il soccorso e l'occupazione ha stimato che i tre villaggi palestinesi nelle vicinanze persero oltre 3 000 dunum di terreno a favore di Oranit, dalla sua fondazione. A trenta contadini palestinesi fu inizialmente dato accesso alle proprie coltivazioni all'interno dell'insediamento. Questo diritto fu presto revocato per "ragioni di sicurezza". I terreni appartenuti a questi contadini furono, di fatto, annessi a Oranit.
Nel 2009 il primo ministro israeliano Benjamin Netanyahu impose uno stop di 10 mesi all'espansione degli insediamenti israeliani in Cisgiordania.

## Società

### Evoluzione demografica
Nel 2018 Oranit contava 8 807 abitanti. Secondo un sondaggio del 2009, la popolazione è giovane e equamente divisa tra uomini e donne. Circa il 15% è ortodosso, due terzi dei quali vivono nel quartiere religioso della città.
Secondo Zvika Ma-Yafit, ex sindaco di Oranit, la città intrattiene buoni rapporti con il vicino villaggio di Kafr Qasim. Le due città hanno collaborato a progetti ambientali come lo sviluppo di un sistema fognario comune. Molti residenti di Kafr Qasim lavorano ad Oranit come giardinieri e tuttofare. Zvika Ma-Yafit sostiene che il motivo che spinge i coloni a trasferirsi a Oranit non è ideologico ma riguarda la qualità di vita.